# Maciej Dancewicz
Maciej Krzysztof Dancewicz (ur. 10 marca 1974 w Prudniku) – polski reżyser, scenarzysta, aktor, pisarz, historyk.

## Życiorys
Absolwent Wydziału Historycznego Uniwersytetu Jagiellońskiego w Krakowie. Jako aktor występował w rolach drugoplanowych, m.in. w serialach: Daleko od noszy 2, Hotel 52, Fałszerze – powrót Sfory, Klan, Niania i M jak miłość. Autor artykułów w „Wołaniu z Wołynia”. Reżyser projektu Epitafia katyńskie. Współscenarzysta serialu Belle Epoque. W 2017 wydał powieść kryminalną retro Najdłuższa noc (współautor Marek Bukowski). Jego produkcja Diabelne szczęście pretendowała do „Orła” w kategorii Najlepszy Film Dokumentalny za rok 2018.
W latach 2007–2014 pracował w Radzie Ochrony Pamięci Walk i Męczeństwa, gdzie od 2008 był naczelnikiem wydziału zagranicznego. Od 2016 do 2020 pracował jako naczelnik Wydziału Miejsc Pamięci Narodowej za Granicą w Departamencie Dziedzictwa Narodowego za Granicą i Strat Wojennych w Ministerstwie Kultury i Dziedzictwa Narodowego. Z ramienia MKiDN uczestniczył w międzyrządowych Komisjach Kultury (Białoruś, Litwa), brał udział w negocjacjach nad powstaniem międzyrządowych umów dotyczących Miejsc Pamięci Narodowej – z Włochami, Węgrami i Rumunią. Nadzorował prace remontowe i budowlane polskich miejsc pamięci oraz cmentarzy wojennych, m.in. Cmentarz Obrońców Lwowa, Polski Cmentarz Wojenny w Kijowie-Bykowni, Cmentarze Wojenne 1920 na Białorusi. Uczestniczył w pracach archeologicznych i ekshumacyjnych poległych polskich żołnierzy i cywilów. Od czerwca 2020 wiceprezes Fundacji Wolność i Demokracja. Pomysłodawca zaakceptowanego przez ukraińskie Ministerstwo Kultury prowadzenia prac poszukiwawczych i ekshumacyjnych na miejscu zbrodni w Puźnikach w 2022 (mieszkańcy Puźnik po II wojnie światowej przenieśli się do Niemysłowic koło jego rodzinnego Prudnika).
W kwietniu 2024 otrzymał statuetkę Róży Pogranicza, przyznawanej przez władze powiatu prudnickiego za działalność na pograniczu polsko-czeskim. 29 lipca 2025 został odznaczony Krzyżem Kawalerskim Orderu Odrodzenia Polski „za wybitne zasługi w dokumentowaniu i upamiętnianiu prawdy o historii Polski na Kresach Wschodnich”.